# IDT Biologika
Die IDT Biologika GmbH ist ein deutsches Unternehmen der Biopharmazie mit Sitz in Dessau-Roßlau. Das Unternehmen ist ein Auftragshersteller (CDMO) bei der Entwicklung und Produktion von Virusimpfstoffen, Gen- und Immuntherapeutika und der Abfüllung steriler Injektabilia. 
IDT Biologika gehört mehrheitlich zur koreanischen SK Bioscience. Die Klocke-Gruppe hält eine Minderheitsbeteiligung.

## Standorte

### Dessau-Roßlau, Deutschland
Hauptsitz des Unternehmens ist der BioPharmaPark in Dessau-Roßlau. Als ein Full-Service-Provider, wird die gesamte Wertschöpfungskette von der Auftragsentwicklung über die klinischen Phasen I bis III bis hin zur kommerziellen Produktion von Impfstoffen, Gen- und Immuntherapeutika und Biologika einschließlich Qualitätskontrolle, Verpackung und Lagerung abgedeckt. Das Unternehmen zählt zu einem der größten Arbeitgeber der Region und bildet in verschiedenen Berufen und dualen Studiengängen aus.

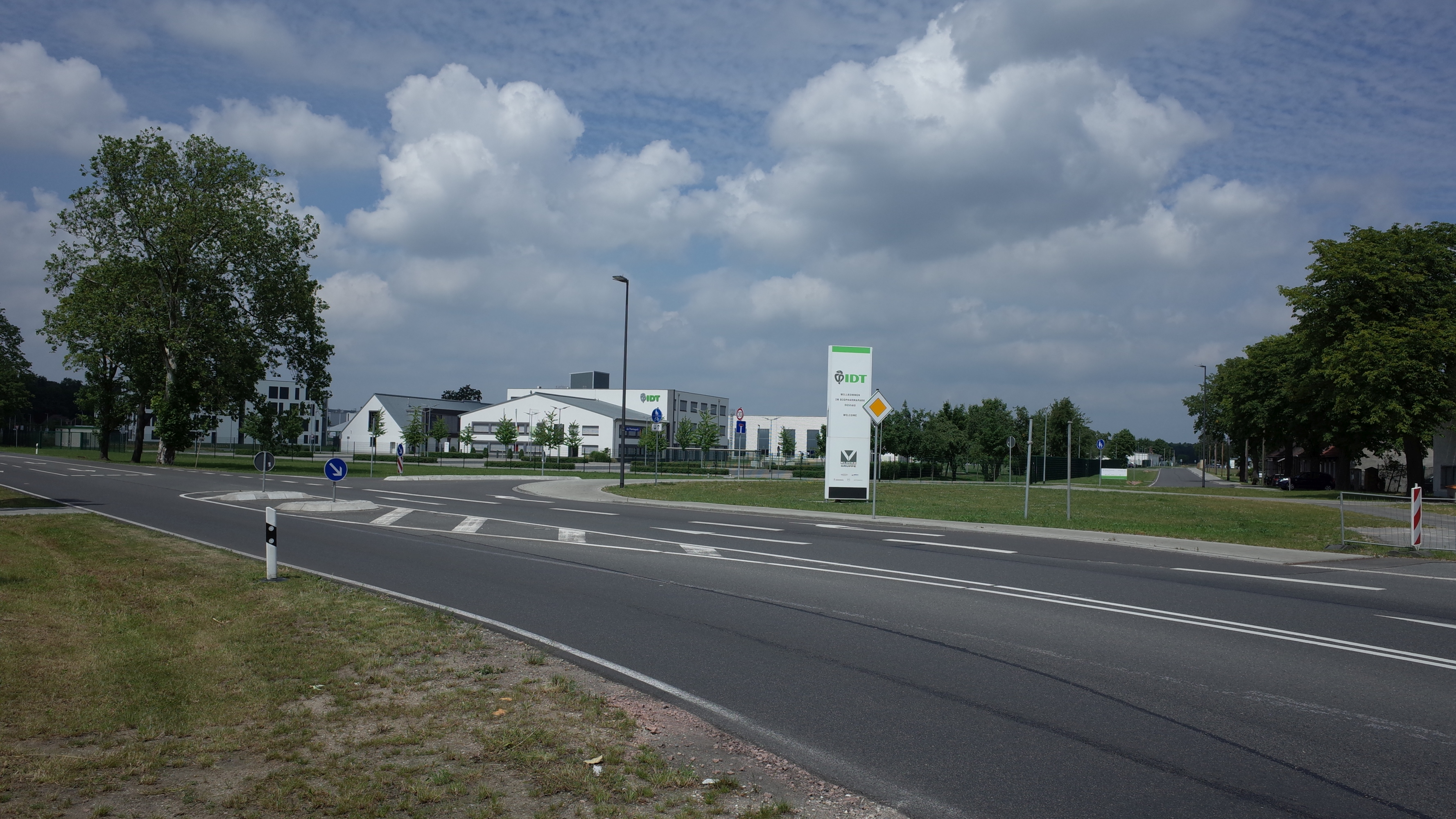
Zufahrtsstraße in Tornau

### Magdeburg, Deutschland
Am Standort in Magdeburg sind ca. 30 Mitarbeiter tätig. Der Entwicklungsstandort befasst sich mit der Entwicklung von Herstellprozessen für Humanimpfstoffe.

## Geschäftsbereiche
2020 beschäftigte das Unternehmen rund 1500 Mitarbeiter und erwirtschaftete einen Umsatz von 213 Mio. Euro. Bis zu 20 Prozent des Jahresumsatzes investiert das Unternehmen jährlich in Forschung und Entwicklung eigener Produkte. IDT Biologika ist in den Geschäftsfeldern Virusimpfstoffe, Gen- und Immuntherapeutika und Abfüllung und Verpackung von Biologika aktiv.
Im Bereich Virusimpfstoffe beschäftigt sich die IDT mit der Auftragsentwicklung und kommerziellen Produktion von Impfstoffen gegen Pocken, Schweinegrippe, Ebolafieber, Chikungunya, AIDS, Dengue-Fieber, Malaria, Lassafieber, Middle East Respiratory Syndrome (MERS) und SARS-CoV 2. Bei Gen- und Immuntherapeutika werden Herstellung onkolytischer Viren sowie Gen- und Immuntherapeutika im Kampf gegen Krebs, Stoffwechsel-, neurologische und andere genetisch bedingte Erkrankungen entwickelt und produziert. Angeboten wird das komplette Leistungsspektrum (End-to-End-Leistungen).
Das Unternehmen ist mehrfach erfolgreich von der Food and Drug Administration (FDA), der Europäischen Arzneimittelagentur (EMA) sowie der brasilianischen ANVISA inspiziert worden.

## Öffentliche Wahrnehmung

### Engagement im kulturellen und sozialen Bereich
Das Unternehmen unterstützt kulturelle Einrichtungen und engagiert sich in sozialen regionalen Projekten und Aktionen wie z. B. der NOVENTI Initiative gegen Corona. Auch Jugend-, Kinder- und Sportförderung stellen einen Teil des sozialen Engagements dar. Darüber hinaus fördert das Unternehmen aktiv den Transfer innovativer Produktideen, ist Preisstifterin des IQ Innovationspreises Mitteldeutschlands und ist Mitglied der VfA sowie der Vereinigung Vaccines Europe.

### PMSG
IDT Biologika importiert das Hormon PMSG, welches aus dem Blut trächtiger Stuten gewonnen wird. 2015 deckte die Animal Welfare Foundation auf, dass auf Blutfarmen in Uruguay und Argentinien der Tierschutz massiv verletzt wird. Drei Jahre darauf, 2018, entschied IDT Biologika PMSG nur noch aus europäischen Quellen zu beziehen.

## Geschichte

### Vorgeschichte: Bakteriologisches, Serum- und Hygienisches Institut in Dessau
Am 1. Juli 1921 fand die Gründung des Bakteriologischen Instituts der Anhaltischen Kreise in Dessau durch Friedrich Richter statt. Das Institut widmete sich unter anderem der Aufdeckung und Diagnostik von Tuberkulose bei Mensch und Tier. Am 1. April 1924 übernahm Ludwig Wolters die Leitung des Instituts. Das Institut entwickelte sich bis 1945 zu einem Zentrum des Gesundheitsschutzes. Erste Anfänge der Herstellung von Impfstoffen, Seren und Schädlingsbekämpfungsmitteln wurden gemacht. Die Herstellung von Immunsera gegen das Erysipeloid begann.
Das Anhaltische Serum-Institut GmbH Dessau (ASID) wurde am 31. Mai 1930 unter Leitung von Wolters und Herbert Hoffmann neu gegründet. Neben der Erzeugung von Seren und Impfstoffen zur Bekämpfung von Tierkrankheiten umfasste das Leistungsspektrum auch die bakterielle Schädlingsbekämpfung sowie die der Erforschung und Bekämpfung des Schafrauschbrandes.
Das Hygienische Institut wurde am 3. November 1933 in eine öffentlich-rechtliche Körperschaft umgewandelt. Das Institut war nunmehr dem Anhaltischen Staatsministerium unterstellt. Ihm oblagen jetzt die reichs- und landesgesetzlichen Hoheitsaufgaben der öffentlichen Gesundheitspflege und der Sicherung der Tierbestände. Die Gesellschaft erhielt am 9. April 1947 den Status eines wissenschaftlichen Forschungsinstituts.

### Geschichte während der DDR: VEB Kombinat Veterinärimpfstoffe Dessau
Das Institut wurde am 1. Januar 1951 in VEB Serum-Werk Dessau umbenannt und galt in der DDR als wichtiger Betrieb der Impfstoff- und Arzneimittelbereitstellung für Veterinär- und Humanimpfstoffe. Das Serum-Werk Dessau wurde am 1. Juli 1953 nach einem Beschluss des Ministerrats der DDR (1950–1954) direkt dem Ministerium für Land- und Forstwirtschaft zugeordnet.
Aus dem produktionsorientierten VEB Serum Werk Dessau wurde am 1. Januar 1954 das wissenschaftlich orientierte Forschungsinstitut für Impfstoffe Dessau. Das Institut erhielt den Auftrag, für alle bedeutenden tierischen Infektionskrankheiten Impfstoffe für die DDR – und auch für den Export – bereitzustellen. Im Bereich der Humanmedizin wurden Präparate neu bzw. weiterentwickelt, z. B. Tuberkulin und Seren gegen Tetanus und Diphtherie.
Neuer Institutsdirektor wurde am 23. Januar 1973 Wilfried Heinicke, vormaliger Leiter der Abteilung Veterinärwesen im Ministerium für Land, Forst und Nahrungsgüterwirtschaft. Während das Forschungsinstitut für Impfstoffe sich in den Jahren von 1954 bis 1973 vorwiegend der anwendungsorientierten Grundlagenforschung sowie der Entwicklung von Impfstoffen, Seren und Diagnostika für Veterinär- und Humanmedizin widmete, wurde nun in die Erforschung der immunologischen Grundlagen bakteriell bedingter Tierkrankheiten, die angewandte Impfstoffforschung und auch die Forschung zur Technologie der Impfstoffproduktion intensiviert. 1985 hatte das Institut für Impfstoffe Dessau annähernd 1.500 Beschäftigte.
Das VEB Kombinat Veterinärimpfstoffe Dessau wurde am 1. Januar 1985 gegründet und war unmittelbar dem DDR-Landwirtschaftsministerium unterstellt. Das Kombinat setzte sich aus drei Einrichtungen zusammen: dem Impfstoffwerk Dessau-Tornau mit seinem als Forschungszentrum in den Stammbetrieb integrierten Institut für Impfstoffe Dessau sowie dem sich im Bau befindlichen Tornauer Werk; dem VEB Friedrich-Loeffler-Institut Insel Riems, einem Kombinatsbetrieb mit schwerpunktmäßiger Produktion von Impfstoffen gegen Viruserkrankungen von Tieren – und dem volkseigenen Gut Seehausen/Plaußig. Das Dessauer Institut für Impfstoffe beschäftigte sich ab 1988 im Rahmen eines Entwicklungsprogramms schwerpunktmäßig mit veterinärmedizinischen Diagnostika und bereitete die industriemäßige Diagnostika-Produktion vor. Auch die Entwicklung von Virus-Impfstoffen wurde weiter vorangetrieben. Auf der Agenda standen beispielsweise Lebendimpfstoffe gegen Entenpest und Gänseinfluenza oder Impfstoffe gegen Virusinfektionen von Pelztieren, Caniden und Feliden. Als Eigenentwicklung wurde ein Tollwut-Lebendimpfstoff zur Zulassung gebracht.
Auf Beschluss des Ministerrates der DDR begann am 1. Mai 1990 die Auflösung bzw. Entflechtung des Kombinats Veterinärimpfstoffe Dessau. In deren Konsequenz wurden das Impfstoffwerk Dessau und die anderen beiden Kombinatsbetriebe, der VEB Friedrich-Loeffler-Institut Insel Riems und das VEG Seehausen-Plaußig, zum 1. Mai 1990 wieder der Akademie der Landwirtschaftswissenschaften Berlin unterstellt und später in die Forschungslandschaft der Bundesrepublik überführt.

### Umfirmierung und Privatisierung: Impfstoffwerk Dessau-Tornau GmbH
Am 24. Juli 1990 wurde das Impfstoffwerk Dessau-Tornau als „GmbH im Aufbau“ ins Handelsregister eingetragen. Als Geschäftsführer des ab Oktober 1990 als „Impfstoffwerk Dessau-Tornau GmbH“ firmierenden Unternehmens bestätigte die Treuhandanstalt Heinz Hofmann. Die etwa zeitgleich mit der Währungs-, Wirtschafts- und Sozialunion am 1. Juli 1990 einsetzende erste Entlassungswelle betraf etwa 800 Mitarbeiter, nach weiteren Massenentlassungen verblieben nur noch ca. 125 Mitarbeiter im Unternehmen. Hartmut Klocke stellte aufgrund der Zusammenarbeit im Juni 1992 den Kaufantrag bei der Treuhandanstalt Halle für das Impfstoffwerk Dessau-Tornau. Am 1. März 1993 wurde die Impfstoffwerk Dessau-Tornau GmbH als bis dahin wirtschaftlich nicht selbstständiger Teil der Impfstoffwerk Dessau-Tornau Beteiligungs- und Verwaltungsgesellschaft mbH privatisiert.
Mit 16 bundesweiten Zulassungen und 12 Zulassungsverfahren wurde 1994, als im Unternehmen wieder 172 Mitarbeiter beschäftigt waren, mit einem eigenen Außendienst die Erschließung des westdeutschen Marktes begonnen. Produziert wurden vor allem Rabifox, Salmonella-Impfstoffe, Hormon- und Serumpräparate sowie Pilzimpfstoffe. Weitere vier Zulassungen erhöhten 1997 die Zahl der zugelassene Biologika auf 29. Die Nischenstrategie mit dem Fokus auf Zytostatika, Betäubungsmittel und Röntgenkontrastmittel sowie Glasfertigspritzen, Zitzenapplikatoren und Technik für lyophilisierte Ampullen erhöhte den Umsatz im Jahr 1997 auf DM 41 Mio. Mit der Fertigstellung und der Inbetriebnahme des neuen Impfstoffwerkes („IDT 2000“) wurde die Basis für die Herstellung eigener Impfstoffe und die Auftragsfertigung für Dritte gelegt. Zur Jahrtausendwende arbeiteten nun wieder 249 Mitarbeiter in Dessau-Tornau. Erfolgreich verlief die Implementierung eines großtechnischen Herstellungsverfahrens für Pocken-Lebendimpfstoffe. Eine geheime US-Depesche sah die Pockenimpfstoffe als Grund dafür, dass IDT Biologika für die USA als essentielle Einrichtung gilt.

### Investitionen und Erwerbungen
Ab dem Jahr 2004 wurden Investitionen in den Neubau des Laborgebäudes für Forschung und Entwicklung, in ein Lager mit barcodegestütztem Lagerverwaltungssystem und in eine neue Gefriertrocknungsanlage getätigt. 2005 begann der Neubau der Virusproduktion, 2006 wurde die Impfstoffproduktion erweitert und eine Konfektionierungslinie für Pockenverpackungen in Betrieb genommen. Der Firmenname wurde im Oktober 2007 geändert. Aus der Impfstoffwerk Dessau-Tornau GmbH wurde die IDT Biologika GmbH. 2010 erfolgte die Markteinführung eines Schweineinfluenza-Tierimpfstoffes mit allen drei aktuellen Subtypen.

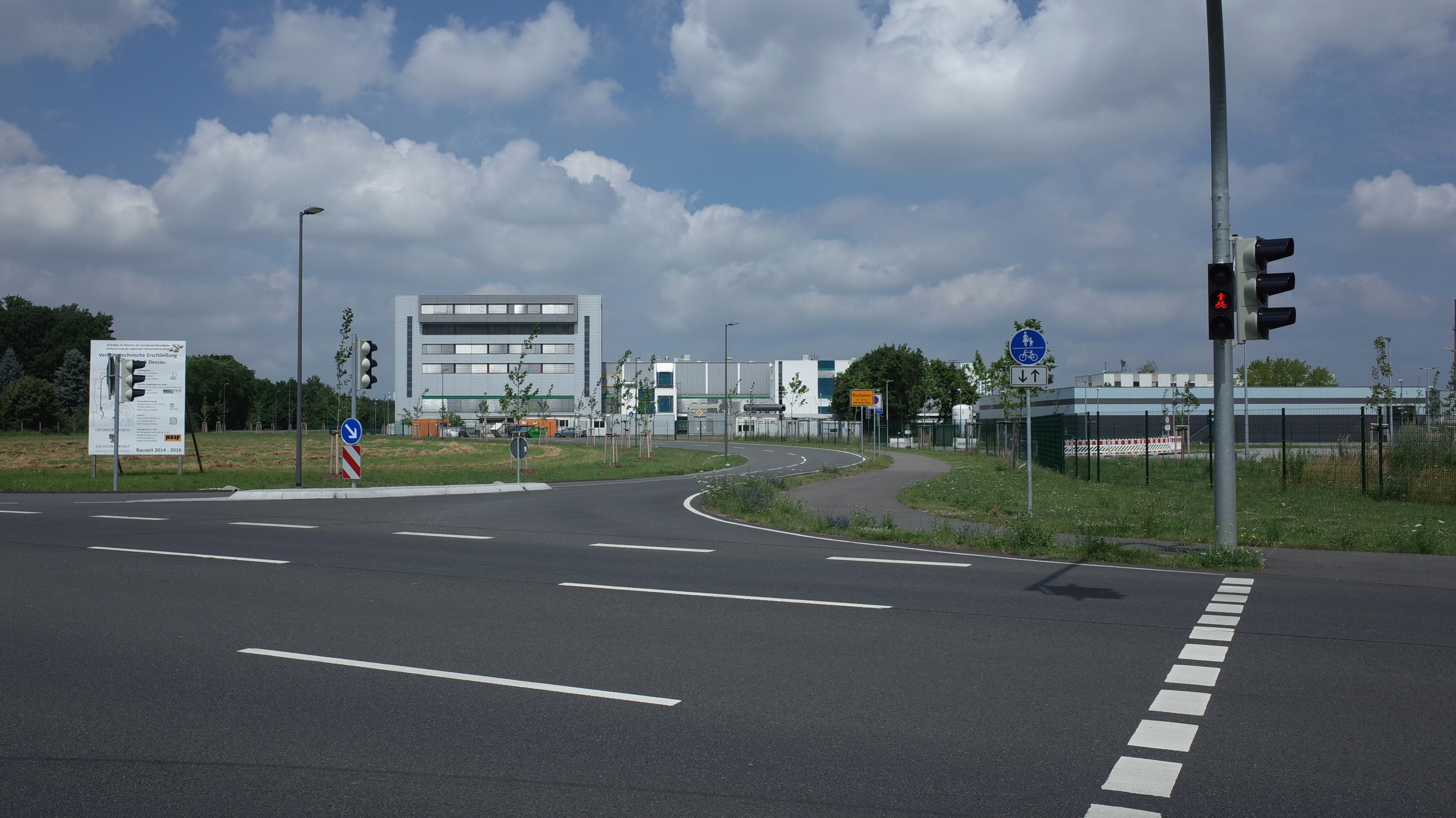
Abfüllung, Gebäude 202

Den Ausbau des Standorts in Dessau setzte die IDT mit einem neuen Gebäude für Impfstofffertigung fort, das 2013 feierlich eingeweiht wurde. Zusätzlich wurde die Infrastruktur um ein neues Lager, ein Abfallerfassungszentrum und ein Blockheizkraftwerk erweitert.
Im Jahr 2013 erwarb die IDT Biologika die Fertigung und Forschung der Riemser Pharma GmbH in Riems (Greifswald). Dort nahm die IDT Biologika (Riems) im November 2013 ihre Arbeit auf. 2015 begann der Ausbau des neuen Standorts mit der Grundsteinlegung für ein neues Forschungsgebäude, mit einem Investitionsvolumen in Höhe von 10 Mio. € und der Modernisierung der Fertigung und der Logistik.
Auf der Basis eigener, neuer Produkte – wie dem Impfstoff gegen die Ödemkrankheit der Schweine – erweiterte die IDT Biologika ihre Vertriebstätigkeit im Segment Tiergesundheit auf Europa und gründete Landesgesellschaften in Dänemark, Niederlande, Frankreich und Spanien.
Seit Juni 2015 ist die IDT Corporation mit einem Fertigungsstandort für klinische Prüfmuster in Rockville, Maryland vertreten.
Zum 1. September 2015 übernahm die IDT Biologika das Unternehmen Gallant Custom Laboratories im kanadischen Cambridge, Provinz Ontario. Gallant Custom Laboratories ist das einzige in Kanada zugelassene Unternehmen zur Herstellung von viralen und bakteriellen Bestandsimpfstoffen.
Ende 2016 wurden die knapp werdenden Kapazitäten in Dessau um ein Technikum in Magdeburg für die Entwicklung von Herstellprozessen für Humanimpfstoffe erweitert. Der Standort im Magdeburger ZENIT Komplex bietet dem Unternehmen die Möglichkeit der Zusammenarbeit mit der Otto-von-Guericke-Universität Magdeburg, dem Max-Planck-Institut für Dynamik komplexer technischer Systeme und dem Universitätsklinikum Magdeburg.
Auch die Vergrößerung des Netzwerkes im Tiergesundheitssegment geht voran. Am 1. Januar 2017 erfolgt der Erwerb des führenden britischen Anbieters für Bestandsimpfstoffe, Ridgeway Biologicals Ltd, welcher über eine eigene Forschungs- und Entwicklungsabteilung verfügt.
Der 2015 begonnene Neubau eines Gebäudes für die Forschung und Entwicklung am Standort Riems – Stadt Greifswald wurde nach zwei Jahren Bauzeit im Mai 2017 feierlich eingeweiht. Mit den so gewonnenen Fertigungs-Kapazitäten investierte die IDT in die Forschung für zukünftige eigene, innovative Produkte in der Tiergesundheit mit modernsten Laboren.
Im April 2018 wurde der Erwerb des im BioPharmaPark ansässigen Unternehmens Dr. Felgenträger & Co. Öko-chem. und Pharma GmbH bekannt gegeben. Mit dem Kauf der Firma konnte ein weiterer Spezialist im Bereich Bestandsimpfstoffe in das Tiergesundheitsnetzwerk übernommen werden. Im Juli des gleichen Jahres feiert die IDT 25 Jahre Privatisierung.

### Neuausrichtung
IDT Biologika und Ceva Santé Animale gaben im Mai 2019 die Vereinbarung zur Übernahme der Tiergesundheitssparte durch Ceva bekannt. Das Unternehmen plante, sich künftig auf die Herstellung innovativer Impfstoffe und Arzneimittel für den Menschen für den internationalen Markt konzentrieren. Dieser Entschluss wurde zwei Monate später mit der Einweihung eines neuen multifunktionalen Impfstoff-Produktionsgebäude am Standort Dessau untermauert.
Im Rahmen der Covid-19-Pandemie spielte die IDT Biologika eine größere Rolle, da sie zum einen – durch die Bundesregierung mit über 100 Millionen Euro sowie die Reservierung von 5 Millionen Dosen gefördert – seit Oktober 2020 an der Entwicklung eines eigenen Vektorimpfstoffs beteiligt ist, den die Ludwig-Maximilians-Universität München entwickelte, und dessen Zulassung Anfang 2022 beantragt werden sollte. Zu diesem Zeitpunkt befand sich der Impfstoff allerdings erst in einer Phase-I-Studie, das Unternehmen rechnet mit einer Zulassung frühestens Anfang 2023. Zum anderen füllte die Firma den AstraZeneca-Impfstoff ab. Geplant ist zudem der Ausbau der Kapazitäten, so dass ab Ende 2022 mehr als 10 Millionen Impfdosen pro Monat produziert werden können. Hierfür will man mehr als 100 Millionen Euro investieren. Die Anlage soll dann auch anderen Impfherstellern zur Verfügung gestellt werden können und eine der größten Impfstoff-Produktionsanlagen weltweit werden. Außerdem will das Unternehmen den Totimpfstoff VLA2001 in Dessau produzieren, die Abfüllung ist in Schweden geplant. 2023 soll mit der Produktion begonnen werden.
2021 feierte das Unternehmen sein 100-jähriges Jubiläum.
Im Jahr 2024 übernahm die koreanische SK Bioscience die Mehrheit an IDT Biologika. Die Klocke Gruppe bleibt mit 40 % beteiligt.